# Пауль, Кристина Иосифовна
Кристи́на Ио́сифовна Па́уль (22 февраля 1998 года, Таштагол) — российская сноубордистка, выступающая в сноубордкроссе. Мастер спорта России международного класса. Член основного состава сборной команды России по сноуборду.
- Победительница этапа Кубка Европы в бордер-кроссе;
- Трехкратная чемпионка России в сноуборд-кроссе (2013, 2014);
- Двукратная чемпионка мира среди юниоров в сноуборд-кроссе (2016,2017);
- Двукратный серебряный призер чемпионата мира среди юниоров  командной гонке (2016, 2017)
- Бронзовый призер европейского юношеского олимпийского фестиваля 2015;
- Победительница первенства России 2016;
- Победительница спартакиады России 2016;
- Победительница финала кубка России 2016.

## Спортивная карьера

### Юниорские достижения
| Год  | Место проведения | Возраст | БК | КГ |  |
| ---- | ---------------- | ------- | -- | -- |  |
| 2014 | ЮЧМ Вальмаленко  | U19     | 7  | 10 |  |
| 2015 | ЕЮОФ Форарльберг | U18     | 3  | -  |  |

### Результаты выступлений в Кубке мира
| |               |          |          |          |                  |                  |         |           |           |           |
| \| 2013-14 Итоги \| 2013-14 Итоги \| Монтафон \| Монтафон \| Лэйк Луз \| Андорра-ла-Велья \| Андорра-ла-Велья \| ОИ Сочи \| Вайсонназ \| Вайсонназ \| Ла Молина \| \| Очков \| Место \| С-к \| КГ \| С-к \| С-к \| С-к \| С-к \| С-к \| КГ \| С-к \| \| 0 \| 46 \| - \| - \| - \| 39 \| 37 \| - \| - \| canc \| - \|                                                                       |               |          |          |          |                  |                  |         |           |           |           |
| КГ — командная гонка C-к — Сноуборд-кросс DNS — спортсмен был заявлен, но не стартовал DNF — спортсмен стартовал, но не финишировал DSQ — спортсмен финишировал, но дисквалифицирован CANC — старт отменён — — спортсмен не участвовал в этой гонке Примечание: очки набранные в гонках спортсменом на Чемпионатах мира и Олимпийских играх не учитываются в итоговом рейтинге Кубка мира. |               |          |          |          |                  |                  |         |           |           |           |
| 2013-14 Итоги | 2013-14 Итоги | Монтафон | Монтафон | Лэйк Луз | Андорра-ла-Велья | Андорра-ла-Велья | ОИ Сочи | Вайсонназ | Вайсонназ | Ла Молина |
| Очков | Место         | С-к      | КГ       | С-к      | С-к              | С-к              | С-к     | С-к       | КГ        | С-к       |
| 0 | 46            | -        | -        | -        | 39               | 37               | -       | -         | canc      | -         |